# La Fundación de Khovansky

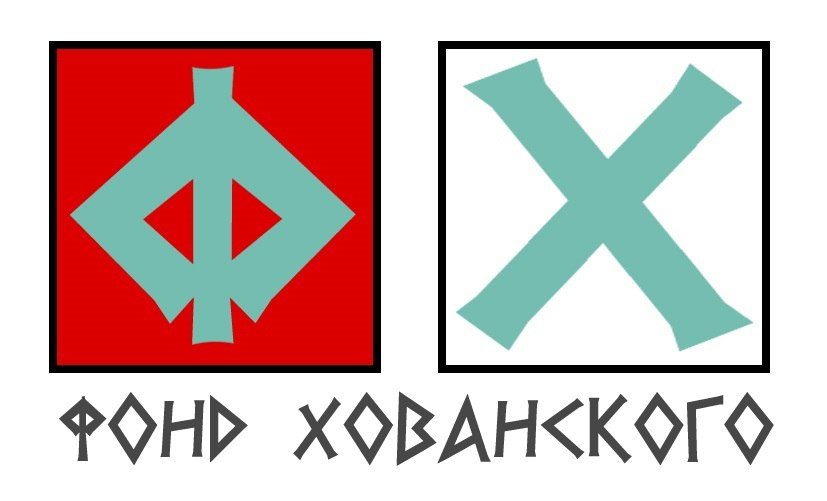
La Fundación de Khovansky

La Fundación de Khovansky (en ruso: Фонд Хованского) es una organización sin ánimo de lucro, fundada en la ciudad de Vorónezh en el año 1899. La Fundación se financia de los propios recursos de su dueño y de los recursos donados por ciudadanos y otras asociaciones. 

## Lema
El lema de la fundación es la frase pronunciada por Alekséi Jovanski: «El tesoro del conocimiento es inagotable, el que lo comparte nunca lo pierde, y hasta eso no es todo: en este acto dar significa adquirir, el que aporta en elevar el nivel de la educación, también crece».

## Historia
Después de la muerte  del editor Alekséi Jovanski (en 29 de enero de 1899) se constituyeron  en su honor la Fundación y el Premio que se otorgaba a los mejores maestros de filología e historia.
En el año 1917 la Fundación y la revista Filologuícheskie Zapiski suspendieron su actividad casi por un centenario. 
La Fundación de  Khovansky fue reconstituida con motivo de su 110.º aniversario (4 de noviembre de 2009), y con la misma finalidad de apoyar a los maestros y los editores que lo necesiten.

## Actividades
Los objetivos de la Fundación son los de determinar, por medio de un concurso especial “La Palabra Viva”, los mejores maestros de lenguas e historia, con el fin de abastecer a los ganadores con diferentes materiales didácticos. 
Otro objetivo de la Fundación es establecer un premio especial anual para los editores. Además, la Fundación lleva a cabo varias investigaciones en los ámbitos siguientes:  lingüística comparativa, mitología comparativa, historia local, étnica y psicología social, psicolingüística y semiótica.